# Трудове (Соль-Ілецький міський округ)
Трудове́ (рос. Трудовое) — село у складі Соль-Ілецького міського округу Оренбурзької області, Росія.

## Населення
Населення — 780 осіб (2010; 803 у 2002).
Національний склад (станом на 2002 рік):
- росіяни — 59 %
- казахи — 32 %